# Nemesio Orsatti
Nemesio Orsatti (Ferrara, 28 agosto 1912 – Ferrara, 26 gennaio 1988) è stato un pittore, incisore e scultore italiano, considerato un'importante figura dell'incisione italiana del Novecento, allievo di Giorgio Morandi.

## Biografia

### Gli inizi
Nato a Pontelagoscuro, frazione industriale e porto fluviale di Ferrara, è figlio di un artigiano, il cavaliere Ugo Orsatti, che lo introduce nella sua azienda, dove inizia la sua esperienza nella pittura. Decide di iscriversi nel 1931 alla prestigiosa Scuola d'Arte Dosso Dossi di Ferrara. Docente di riferimento è Angelo Longanesi-Cattani, già seguace di Gaetano Previati e Giuseppe Mentessi, che lo inizia anche alla scultura. Dopo una malattia ad Arco nel 1934, inaugura la sua prima mostra proprio a Pontelagoscuro ottenendo lusingneri apprezzamenti.
Nel 1935 riprende la sua attività al Dosso Dossi, iniziando ad esporre i suoi quadri. Viene premiato alla Mostra Pre Littorale dell'Arte e si dedica al pastello, all'acquerello, acquisendo pure una particolare tecnica nell'affresco.
Nel 1937 sostiene gli esami di ammissione all'Accademia di belle arti di Bologna, superandoli ed è ammesso al corso di pittura tenuto da Virgilio Guidi. Nel 1939 esegue la sua prima incisione, sotto la guida di Giorgio Morandi.
Nel 1940 abbandona il corso di pittura e si iscrive a quello di decorazione tenuto da Giovanni Romagnoli. Con l'affresco La Madonna del grano partecipa ai Pre Littoriali di Bologna vincendo il 3º premio. Nello stesso anno partecipa alla XXII Biennale di Venezia. Nel 1941 sostiene la maturità a Modena diplomandosi all'Accademia. Nel 1942 ottiene un incarico a Ferrara al Dosso Dossi, ma la malattia lo costringe a tornare ad Arco dal febbraio 1942 al 7 settembre del 1943. In quel periodo partecipa a Ferrara alla IX Mostra interprovinciale sindacale dell'Emilia-Romagna e alla Prima Nazionale del GUF. Nel 1944 a causa della guerra deve sfollare a Tresigallo, quindi a Fiesso Umbertiano, per tornare poi a Ferrara nel 1945.

### Il dopoguerra e la sua fama
Nel 1946 ottiene la riammissione all'insegnamento di Pittura e Figura alla Dosso Dossi. Tiene una personale di pittura e incisioni nel Castello Estense di Ferrara e partecipa, su invito di Renzo Buscaroli, al I Convegno Regionale dell'Alta Italia del Movimento Neoromantico, di cui fa parte anche Luigi Servolini, fautore di un rilancio dell'incisione italiana a livello internazionale, con il quale ha un lungo rapporto. Nel 1948 partecipa alla V Quadriennale Nazionale d'Arte a Roma e alla Mostra Nazionale d'Arte Contemporanea a Milano. Nel 1951 prende parte alla VI Esposizione Quadriennale Nazionale d'Arte di Roma.
Nel 1953, assieme agli amici Ervardo Fioravanti e Renato Sitti progetta l'allestimento della prima Mostra d' Arte dei Pittori Realisti Ferraresi. 
Nello stesso anno, è tra gli artisti immortalati da Florestano Vancini nel documentario Al Filò, nato dall'esperienza del circolo artistico ferrarese omonimo.
Nel 1957 viene premiato, alla rassegna d'arte di Suzzara, accanto al pittore torinese Pietro Martina. Partecipa nel 1961 alla Quarta Biennale dell'Incisione Italiana Contemporanea a Venezia.
Nel 1965 prende parte alla IX Quadriennale Nazionale d'Arte di Roma. Nel 1966 assieme a Ervardo Fioravanti, Gigi Maini, Marcello Tassini e Giuseppe Virgili partecipa alla Mostra Cinque Astisti Ferraresi al Palazzo dei Diamanti di Ferrara. Nel 1971 tiene una mostra personale di incisioni alla Galleria dell'incisione Venezia Viva, e a Padova alla Stevens Galler, mentre nel 1972, a Parigi, aderisce alla collettiva di incisioni alla Biblioteca Nazionale.
Espone olii, affreschi e tempere a Milano alla Galleria Bolzani nel 1973 e, nel 1977 a Genova, al Palazzo Doria partecipando, nello stesso anno, alla VII Rassegna di pittura e grafica e scultura "La Cornice d'oro", ottenendo il secondo premio per il ritratto. Da ogni parte d'Italia crescono consensi e apprezzamenti importanti. Un esempio resta "Le Langhe trapiantate in laguna", dove parte degli artisti presenti in mostra hanno partecipato alla Biennale di Venezia e alla Quadriennale di Roma. È quindi più che mai suggestivo pensare alle Langhe di Giuseppe Cerrina, Eso Peluzzi, Domenico Durante trapiantate in Laguna. Lo stesso accadrà, ma con un approccio meno autoctono, meno legato agli imperscrutabili umori di queste terre, Orsatti è a fianco di Giovanni Korompay, Francesco Tabusso, Pompilio Mandelli e Sandro Cherchi. Nel 1970 infatti dipinge "Le Langhe".
Le sue condizioni di salute si aggravano nel 1982 e il 26 gennaio 1988 muore nella sua città senza che, il 25 febbraio 1989, riesca vedere la prestigiosa mostra dedicatagli, al Palazzo dei Diamanti di Ferrara.

## Onorificenze
A Pontelagoscuro son state intitolate ad Orsatti una Sala espositiva ed una via.

## Musei che ospitano sue opere
- Museo dell'Ottocento, Ferrara
- Cassa di Risparmio di Ferrara
- La collezione artistica della CdL di Ferrara
- Partito Democratico di Ferrara